# کایلا بارون
کایلا بارون (انگلیسی: Kayla Barron؛ زادهٔ ۱۹ سپتامبر ۱۹۸۷) مهندس و فضانورد ناسا اهل ایالات متحده آمریکا است. بارون در ژوئن ۲۰۱۷ به عنوان عضوی از گروهی متشکل ۲۲ فضانورد توسط ناسا انتخاب شد و بعداً در سال ۲۰۲۰ به عنوان فضانورد واجد شرایط شناخته شد. بارون در اولین پرواز فضایی خود، اسپیس‌اکس کرو-۳، به عنوان بخشی از خدمه اعزامی بلند مدت به ایستگاه فضایی بین‌المللی (Expedition 66/67) شرکت کرد. او پنجمین زن فارغ‌التحصیل آکادمی نیروی دریایی ایالات متحده بود که به عنوان کاندیدای فضانوردی انتخاب می‌شد. بارون قبل از پیوستن به ناسا، افسر جنگ‌افزار زیردریایی و دستیار پرچم سرپرست آکادمی نیروی دریایی آمریکا بود.

## زندگی اولیه و تحصیلات
کایلا بارون در ۱۹ سپتامبر ۱۹۸۷ در پوکاتلو (آیداهو) از والدین خود به نام لوری و اسکات ساکس به دنیا آمد. خانواده او بعداً به ریچلند، واشینگتن، جایی که در سال ۲۰۰۶ از دبیرستان ریچلند فارغ‌التحصیل شد، نقل مکان کردند. پس از دبیرستان، بارون در آکادمی نیروی دریایی آمریکا حضور یافت، جایی که در سال ۲۰۱۰ با مدرک کارشناسی علوم در رشته مهندسی سامانه‌ها فارغ‌التحصیل شد.
زمانی که در آکادمی نیروی دریایی بود، بارون عضو تیم‌های ورزشی بود. پس از فارغ‌التحصیلی، بارون در پیترهاوس در دانشگاه کمبریج بورسیه شد؛ و مدرک کارشناسی ارشد فلسفه در رشته مهندسی هسته‌ای را در سال ۲۰۱۱ دریافت کرد. تحقیقات فارغ‌التحصیلی او با انگیزه پرداختن به تغییرات آب و هوایی انسانی، بر مدلسازی چرخه سوخت برای یک مفهوم راکتور هسته ای نسل بعدی با سوخت توریم که به عنوان راکتور زیربحرانی مبتنی بر شتاب‌دهنده شناخته می‌شود، متمرکز شد.

## خدمت نظامی
بارون پس از اخذ مدرک کارشناسی ارشد جزء اولین گروه زنانی بود که به عنوان افسران جنگ‌افزار زیردریایی برگزیده شدند. او در برنامه آموزش افسران نیروی هسته‌ای و زیردریایی نیروی دریایی شرکت کرد و در زیردریایی کلاس اوهایو یواس‌اس مین (اس‌اس‌بی‌ان-۷۴۱) مشغول به خدمت شد. بارون در حین خدمت در یواس‌اس مین، سه مأموریت گشت‌زنی را به عنوان افسر بخش انجام داد. بارون پس از مأموریت زیردریایی خود، تا زمان انتخاب او به عنوان فضانورد، دستیار سرپرست آکادمی نیروی دریایی آمریکا بود.

## فعالیت در ناسا
در ژوئن ۲۰۱۷، بارون به عنوان عضوی از گروه متشکل از ۲۲ فضانورد ناسا انتخاب شد تا آموزش دو ساله خود را آغاز کند. او پنجمین زن فارغ‌التحصیل آکادمی نیروی دریایی ایالات متحده بود که به عنوان کاندیدای فضانوردی انتخاب می‌شد.
او برای مأموریت اسپیس‌اکس کرو-۳ آموزش دید و طی آن در ایستگاه فضایی بین‌المللی به عنوان متخصص مأموریت کار کرد. او در ۱۰ نوامبر ۲۰۲۱ کپسول اسپیس‌اکس دراگون به فضا پرتاب شد و به عنوان بخشی از مأموریت طولانی مدت Expedition 67 در ایستگاه فضایی بین‌المللی خدمت کرد. کرو-۳ در تاریخ ۶ می ۲۰۲۲ پس از ۱۷۶ روز مأموریت در فضا در خلیج مکزیک فرود آمد.

## زندگی شخصی
بارون با تام بارون، افسر نیروهای ویژه ارتش ایالات متحده ازدواج کرده است.

## افتخارات
بارون یک محقق ترایدنت و فارغ‌التحصیل ممتاز در آکادمی نیروی دریایی و یک محقق گیتس کمبریج در دانشگاه کمبریج است.